# Cantó de Pornic
El cantó de Pornic (bretó Kanton Pornizh) és una divisió administrativa francesa situat al departament de Loira Atlàntic a la regió de Loira Atlàntic, però que històricament ha format part de Bretanya.

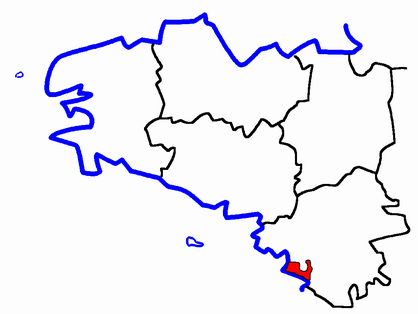
Situació del cantó

## Composició
El cantó aplega 5 comunes: 
| Nom francès            | Nom bretó           | Població | km²    | Codi Postal | Codi INSEE |
| Arthon-en-Retz         | Arzhon-Raez         | 2.670    | 39,24  | 44320       | 44005      |
| La Plaine-sur-Mer      | Plaen-Raez          | 2.517    | 16,39  | 44770       | 44126      |
| Pornic                 | Pornizh             | 11.903   | 94,20  | 44210       | 44131      |
| Préfailles             | Pradvael            | 1.038    | 4,88   | 44770       | 44136      |
| Saint-Michel-Chef-Chef | Sant-Mikael-Keveger | 3.177    | 25,12  | 44730       | 44182      |
| Cantó                  | Pornizh             | 21.305   | 179,83 | -           | 4432       |

## Història
| Data d'elecció                           | Identitat        | Partit           | Qualitat |
| ---------------------------------------- | ---------------- | ---------------- | -------- |
| 1998-2007                                | Philippe Boënnec | RPR, després UMP |          |
| 2007                                     | Patrick Girard   | UMP              |          |
| les dades anteriors no són pas conegudes |                  |                  |          |
|                                          |                  |                  |          |